# Begotten
Begotten (en Español: Engendrado) es una película estadounidense experimental de 1990 escrita, producida y dirigida por Edmund Elias Merhige. Es la ópera prima del reconocido director.
El filme trata la historia del Génesis en un mundo similar al de la Tierra, desde una mirada estética determinada. El filme no posee diálogo, pero usa imágenes de gran intensidad para contar la historia. Este se desarrolla como una alegoría, que posee varias referencias a mitos paganos y relatos cristianos. 
Merhige ha expresado que considera a este film como el primero de una trilogía; el director tenía problemas con su financiamiento durante la época de esta declaración, y le era desconocido si seguirían películas similares, o cuando podrían realizarse. La segunda película de esta trilogía no oficial es un documental experimental de 14 minutos de duración titulado Din Of Celestial Birds, de nuevo con la participación del actor Stephen Charles Barry, y que trata (a modo de prólogo de Begotten) sobre la Evolución. La misma fue rodada con una fotografía similar a Begotten y estrenada en Turner Classic Movies en 2006.

## Argumento
La historia comienza con Dios, al parecer atado a una silla, que sangra profusamente mientras sufre convulsiones, y que se suicida destripándose. Una mujer, la Madre Tierra, emerge de su cadáver, se cierne sobre él e impregna su vagina con su semen sagrado y brillante como albino, quedando embarazada. Posteriormente aparece errando por una especie de gigantesco páramo, y su estado se manifiesta en un hombre de edad adulta -El Hijo de la Tierra- que tiene violentas convulsiones. Madre Tierra le abandona a su suerte.
El Hijo de la Tierra se topa con un grupo de nómadas sin rostro que le capturan con una especie de soga con forma de larguísimo cordón umbilical. El Hijo de la Tierra vomita fragmentos de algo parecido a órganos, y los nómadas los recogen como si fueran regalos. Finalmente, le llevan hasta una fogata y le prenden fuego. Madre Tierra se encuentra con su hijo recién resucitado y le conforta. Lo ata con un cordón umbilical parecido al anteriormente usado por los nómadas, y vagan juntos por un bosque. Los nómadas vuelven a aparecer, violando y aparentemente matando a Madre Tierra. El Hijo de la Tierra queda echado sobre el cuerpo de su madre, velándolo.
Un grupo de personas vestidas de luto aparecen para llevar el cadáver de Madre Tierra y desmembrarlo. Después, vuelven al lugar de los hechos por su hijo, quien corre su misma suerte. El grupo entierra los restos, rompiendo la corteza de la tierra. El lugar de entierro se cubre con flores y de él surgen campos fértiles. Una última imagen, un flashback, muestra a la Madre Tierra caminando pacíficamente junto a su hijo por los bosques.

## Reparto
- Brian Salzberg - God Killing Himself (Dios suicidándose)[1]
- Donna Dempsey - Mother Earth (Madre Tierra)
- Stephen Charles Barry - Son of Earth (Hijo de la Tierra) - Flesh on Bone (Carne sobre Hueso)
- James Gandia
- Daniel Harkins
- Michael Phillips
- Erik Slavin
- Arthur Streeter
- Adolfo Vargas
- Garfield White

## Temas
Begotten presenta una historia que relata la historia del Génesis desde una mirada estética determinada. A pesar de que el filme no contiene diálogo o símbolos culturales fácilmente discernibles, sí posee referencias a varios mitos paganos e historias bíblicas. Merhige reveló posteriormente al lanzamiento del film que la inspiración para realizarlo le vino de una experiencia cercana a la muerte que había sufrido durante un accidente de coche, cuando contaba con 19 años. 
Algunos elementos cristianos están presentes en el momento en que el personaje Madre Tierra se impregna de Dios, asemejándose a lo sucedido entre María y el Espíritu Santo. También existe una historia más antigua pero similar en el Antiguo Egipto, donde la diosa Isis realiza la misma acción con el falo del difunto Osiris, más tarde dando a luz a su hijo Horus.

## Producción
El filme se rodó buscando conseguir un especial look en alto contraste, y cada uno de sus fotogramas fue re-fotografiado hasta conseguir una ausencia total de semitonos. En el avance del film se describe a la misma como "un test de Rorschach". Merhige explicó que por cada minuto de la película se tardó más de 10 horas de postproducción para conseguir dicha apariencia.

## Recepción
La película consiguió críticas mayormente positivas, obteniendo un porcentaje de 67% de aprobación en el sitio Rotten Tomatoes. Phil Hall, de la revista Wired, declaró: "Pocas películas tienen el poder para sacudir al público con la furia, imaginación y violencia artística de Begotten". Susan Sontag la denominó como "una de las 10 películas más importantes de la época moderna". Un crítico de la revista Time afirmó: "Hace que Eraserhead parezca Ernest Saves Christmas".

## En la cultura popular
La banda sueca de Depressive Suicidal Black Metal, Silencer, usó partes de esta película para el videoclip de la canción «Sterile Nails and Thunderbowels»